# احزاب سیاسی در جمهوری پنجم فرانسه

## احزاب فعال

### احزابچپ رادیکالوچپ افراطی
- PCF : حزب کمونیست فرانسه (به فرانسوی: Parti communiste français)
- NPA : حزب جدید ضد سرمایه‌داری (به فرانسوی: Nouveau Parti anticapitaliste)
- LO : مبارزه کارگران (به فرانسوی: Lutte ouvrière)
- POI : حزب کارگری مستقل (به فرانسوی: Parti ouvrier indépendant)

### احزابچپ
- LFI : فرانسه تسلیم‌ناپذیر (به فرانسوی: La France insoumise)
- PG : حزب چپ (به فرانسوی: Parti de gauche)
- PS : حزب سوسیالیست (به فرانسوی: Parti socialiste)
- G·s : جنبش، نسل اس (به فرانسوی: Génération·s, le mouvement)
- EÉLV : اروپ اکولوژی - سبزها (به فرانسوی: Europe Écologie Les Verts)
- MDP : جنبش پیشرو مداران (به فرانسوی: Mouvement des progressistes)
- LRC : شهروندی، عمل و مشارکت برای قرن ۲۱ (به فرانسوی: Citoyenneté Action Participation pour le xxie siècle - Cap21)
- MRC : جنبش جمهوری‌خواهان و شهروندان (به فرانسوی: Mouvement républicain et citoyen)

### احزابمیانه‌رو
- LaREM :حزب جمهوری به پیش (به فرانسوی: La République en marche)
- MoDem : جنبش دموکرات (به فرانسوی: Mouvement démocrate)
- MRSL : جنبش رادیکال، سوسیال و لیبرال (به فرانسوی: Mouvement radical, social et libéral)
- GE : نسل اکولوژیست‌ها (به فرانسوی: Génération écologie)

### احزابراست میانه
- UDI :  اتحاد دموکرات‌ها و مستقلین (به فرانسوی: Union des démocrates et indépendants)
- Agir : عمل، راست سازنده (به فرانسوی: Agir, la droite constructive)
- AC : اتحاد میانه‌روها (به فرانسوی: Alliance centriste)
- LC : میانه‌ٰروها (به فرانسوی: Les Centristes (ex-Nouveau Centre))

### احزابراست
- LR : جمهوری‌خواهان (به فرانسوی: Les Républicains)
- DLF : فرانسه به پا خیز (به فرانسوی: Debout la France)
- PCD : حزب دموکرات مسیحی (به فرانسوی: Parti chrétien-démocrate)
- UPR : اتحادیه مردمی جمهوریخواه (به فرانسوی: Union Populaire Républicaine)
- CNIP : مرکز ملی مستقلین و دهقانان (به فرانسوی: Centre national des indépendants et paysans)
- MPF : جنبش برای فرانسه (به فرانسوی: Mouvement pour la France)

### احزابراست افراطی
- RN : اجتماع ملی (به فرانسوی: Rassemblement national): قبلاً با نام FN جبهه ملی (به فرانسوی: Front national) شناخته می‌شد.
- LP : میهن‌پرستان (به فرانسوی: Les Patriotes)
- MNR : جنبش ملی جمهوری‌خواهان (به فرانسوی: Mouvement national républicain)

### دیگر احزاب
- AL : آلترناتیو لیبرال (به فرانسوی: Alternative libérale)
- PP : حزب دزدان دریایی (به فرانسوی: Parti pirate)

## احزاب غیرفعال، ادغام شده یا تغییر نام یافته

### احزاب چپ افراطی
- PT : حزب کارگران (به فرانسوی: Parti des travailleurs)
- LCR : لیگ کمونیست انقلابی (به فرانسوی: Ligue communiste révolutionnaire)

### احزاب چپ
- PSA : حزب سوسیالیست مستقل (به فرانسوی: Parti socialiste autonome)
- PSU : حزب سوسیالیست متحد (به فرانسوی: Parti socialiste unifié)
- SFIO : بخش فرانسوی کارگران بین‌المللی (به فرانسوی: Section française de l'Internationale ouvrière)

### احزاب چپ میانه
- PRG : حزب چپ رادیکال (به فرانسوی: Parti radical de gauche)

### احزاب راست میانه
- UDF : اتحاد برای دموکراسی فرانسوی (به فرانسوی: Union pour la démocratie française)
- PRV : حزب رادیکال والوازیِ (به فرانسوی: Parti radical valoisien)
- RS : جمهوری متحده (به فرانسوی: République Solidaire)

### احزاب راست و گلیسم
- DL : لیبرال دموکراسی (به فرانسوی: Démocratie libérale)
- RPR : تجمع برای جمهوری (به فرانسوی: Rassemblement pour la République)
- UDR : اتحاد برای دفاع از جمهوری (به فرانسوی: Union pour la défense de la République)
- UNR : اتحاد برای جمهوری جدید (به فرانسوی: Union pour la nouvelle République)
- RPF : اجتماع برای فرانسه (به فرانسوی: Rassemblement pour la France) از سال ۲۰۰۳ تا ۲۰۰۱ با نام RPFIE اجتماع برای فرانسه و استقلال اروپا (به فرانسوی: Rassemblement pour la France et l'indépendance de l'Europe) شناخته می‌شد.
- UMP : اتحاد برای جنبش مردمی (به فرانسوی: Union pour un mouvement populaire)